# Коноэ Фумитака
Коноэ Фумитака (яп. 近衛文隆; 3 апреля 1915 — 29 октября 1956) — старший сын и наследник премьер-министра Коноэ Фумимаро и потомок императора Го-Ёдзея в 13-м поколении. Он служил старшим лейтенантом японской императорской армии во время Второй мировой войны и умер в плену в Советском Союзе.

## Биография
Фумитака Коноэ родился в Киото и был старшим сыном Фумимаро Коноэ и его жены Тиёко, происходившей из самурайского рода Мори). Семья Коноэ относилась к высшей аристократии кадзоку, формировавшей верхнюю палату японского парламента и была частью северного дома Фудзивара, и главенствующей в союзе го-секке (пяти домов), который определял императорского регента с XII по XIX век.
После окончания средней школы Гакусуин Фумитака Коноэ был отправлен в Соединенные Штаты, чтобы готовиться к карьере дипломата. Он окончил подготовительную школу в Лоуренсвилле и поступил в Принстонский университет. Во время учёбы в Америке Фумитака активно занимался гольфом и даже работал менеджером гольф-клуба. Он вернулся в Японию в 1938 году, чтобы стать ответственным секретарём своего отца премьер-министра Фумимаро Коноэ.
В следующем году, в 1939 году, он начал читать лекции в Университете Тоа Доубунин (англ. The Tung Wen College) в Шанхае, одновременно став студентом-директором (зарплата: 117,60 йен в месяц, надбавка за рубежом: 54,40 йены в месяц). Поскольку дипломатическая ситуация в Китае между правительством Гоминьдана и японской императорской армией становится всё более напряжённой, Коноэ почувствовал необходимость прямых переговоров с Чан Кайши, чтобы избежать открытой войны. Он поддерживал связь с дочерью важного правительственного чиновника, которая помогла ему добраться до Чунцинa. Его частная дипломатия была замечена службой безопасности Кэмпэйтай, а после чего его срочно отозвали в Японию, так как кабинет министров рассматривал это как источник опасности. Предполагают, что женщина, с которой он познакомился, была китайским шпионом, кроме того есть версия, что ему было приказано вернуться в Японию из опасения, что он может передать конфиденциальную информацию Чжэн Пинжу, с которой он был знаком и общался. После своего возвращения в Японию Коноэ создал молодежную политическую организацию под названием Сёнэн Доси-кай (青年 同志 会), и продолжал настаивать на прямых переговорах для  предотвращения войны в Китае. Его действия были расценены военными властями как нежелательные, и в феврале 1940 года он был призван в Императорскую японскую армию. Благодаря семейным связям его в ускоренном порядке повысили до старшего лейтенанта и направили в артиллерийский полк, базирующийся в Маньчжоу-Го.
В разгар войны на Тихом океане он женился в Харбине в 1944 году на племяннице императрицы Теймей, Масако Отани.
19 августа 1945 года, через четыре дня после официального окончания войны, он был арестован советской контрразведкой «Смерш» и отправлен в лагерь военнопленных в Советский Союз. В течение следующих десяти лет он прошёл через 15 различных лагерей и тюрем в Сибири.   8 августа 1953 года обратился к председателю Совета Министров СССР Н. А. Булаганину с просьбой о пересмотре дела:
Прочитав в последних номерах газет сообщения о преступных действиях Берия, я пришел к выводу, что являюсь жертвой его произвола, злоупотребления судебным правом и искажением советского правосудия.., получил приговор за несуществующие факты преступления. Я был взят в плен и 14 января 1952 г. приговорен по статье 58-4 (помощь, оказываемая международной буржуазии) к 25-летнему тюремному заключению… Прошу Вас пересмотреть мое дело. Я верю в справедливость и гуманность советского правосудия и надеюсь получить благоприятный для меня ответ.
В 1955 году во время переговоров о нормализации дипломатических отношений между Японией и Советским Союзом премьер-министр Итиро Хатояма сделал официальную просьбу о его освобождении и представил петицию, подписанную сотнями тысяч людей из Японии; однако Советский Союз отказался. В 1956 году было сообщено, что он умер в Ивановском лагере (Лагерь МВД № 48) Ивановской области, Лежневского района, село Чернцы. Считается, что причиной смерти было кровоизлияние в мозг из-за артериосклероза и острого нефрита, но есть также теория, что он был убит. Его останки были возвращены в Японию в 1958 году благодаря усилиям его жены Масако.
18 октября 1991 года в соответствии со статьями 2 и 3 Закона СССР «О реабилитации жертв политических репрессий» он был реабилитирован, а 27 февраля 1992 года это решение было подтверждено военной прокуратурой Российской Федерации.
На момент его смерти у него не было законного ребенка, его жена Масако усыновила сводного внука Фумимаро Моритэру Хосокава, который затем стал главой семьи.